# Гарлин, Джефф
Джефф Гарлин (англ. Jeff Garlin, род. 5 июня 1962) — американский комик, актёр, продюсер, сценарист и режиссёр.

## Жизнь и карьера
Джефф Гарлин родился в Чикаго, штат Иллинойс, и после завершения обучения в колледже, поступил в Университет Майами, но так его и не закончил. Он тем временем начал свою карьеру стенд-ап комика и в 1994 году присоединился к Чикагской труппе The Second City.
Гарлин добился наибольшей известности благодаря своей роли в длительном комедийном шоу канала HBO «Умерь свой энтузиазм». Гарлин выступил и как один из исполнительных продюсеров шоу и семь раз вследствие этого номинировался на премию «Эмми» за лучший комедийный сериал, а также получил две награды Гильдии продюсеров США как лучший продюсер комедийного сериала.
Гарлин как актёр появился с камео-ролями в нескольких кинофильмах, таких как «Остин Пауэрс: Шпион, который меня соблазнил» (1999) и «Аферисты: Дик и Джейн развлекаются» (2005). Среди его крупных работ вне телевидения можно выделить роль в фильме 2010 года «Охотник за головами». Также он озвучил несколько анимационных фильмов в период своей карьеры.
Гарлин играет ведущую роль наравне с Венди Маклендон-Кови в ситкоме канала ABC «Голдберги» в 2013 году.
Гарлин является поклонником Chicago Cubs и раз в год в свой день рождения посещает игру со своим другом, солистом REO Speedwagon Кевином Кронином.

## Фильмография
- Весенние каникулы (1983)
- Розанна (1 эпизод, 1989)
- Разговор начистоту (1992)
- Герой (1992)
- Робот-полицейский 3 (1993)
- Маленькая большая лига (1994)
- Спасатели Малибу (1 эпизод, 1994)
- Компьютер в кроссовках (телефильм, 1995)
- Фольксваген-жук (телефильм, 1997)
- Без чувств (1998)
- Остин Пауэрс: Шпион, который меня соблазнил (1999)
- Ларри Дэвид: Умерь свой энтузиазм (телефильм, 1999)
- Без ума от тебя (13 эпизодов, 1997—1999)
- Чужой билет (2000)
- Умерь свой энтузиазм (80 эпизодов, 2000—2011)
- Во всей красе (2002)
- Беги, Ронни, беги (2002)
- Голое кино (2002)
- Дежурный папа (2003)
- Все любят Рэймонда (3 эпизода, 2001—2003)
- Ночная тусовка (2004)
- Толстяк Альберт (2004)
- После заката (2004)
- Аферисты: Дик и Джейн развлекаются (2005)
- С кем бы отведать сыра (2006)
- Жизнь как катастрофа (2007)
- Снежный человек (2008)
- Голый барабанщик (2008)
- ВАЛЛ·И (2008)
- Охотник за головами (2010)
- История игрушек: Большой побег (2010)
- Гавайские каникулы (2011)
- Тачки 2 (2011)
- Безопасность не гарантируется (2012)
- Тысяча грехов (2012)
- Паранорман, или Как приручить зомби (2012)
- Замедленное развитие (12 эпизодов, 2005—2013)
- Голдберги (2013 — наст. время)
- Дела с идиотами (2013)